# Hermann Ebbinghaus
Hermann Ebbinghaus (Barmen, 24 gennaio 1850 – Breslavia, 26 febbraio 1909) è stato uno psicologo e filosofo tedesco, precursore degli studi sperimentali sulla memoria. Ebbinghaus identificò la curva dell'apprendimento e la curva dell'oblio.

## Biografia
Ebbinghaus nacque a Barmen, ora frazione di Wuppertal, in Germania. A 17 anni iniziò gli studi all'Università di Bonn. Il suo principale interesse era la psicologia. Nel 1870 dovette interrompere gli studi a causa della guerra franco-prussiana, in cui si arruolò nelle file prussiane. Tre anni dopo finì gli studi, ottenendo il dottorato.
Nel 1885 pubblicò l'importante trattato Über das Gedächtnis ("Sulla memoria") testo che rappresenta una pietra miliare della psicologia, in cui descrisse gli esperimenti condotti su se stesso riguardanti la memoria ed il dimenticare. Insegnò filosofia all'Università di Berlino, ed in seguito a Breslavia, l'attuale Breslavia (Wrocław), in Polonia. Morì di polmonite a Breslavia all'età di 59 anni.
Suo figlio, Julius Ebbinghaus, fu un grande filosofo neokantiano.

## Contributi alla psicologia
Ebbinghaus non disponeva di un laboratorio, e svolse le sue ricerche in relativa solitudine, senza alcun collegamento con le università del tempo. Nonostante questo, il suo lavoro è estremamente rigoroso. Con il suo lavoro sulla memoria, Hermann Ebbinghaus fu un precursore della psicologia sperimentale, della quale contribuì a fondare l'orientamento associazionista. Nella sua ricerca sull'apprendimento usò varie tecniche poi affermatesi in quel campo. L'autore imparava scrupolosamente a memoria gruppi di sillabe senza senso (facendole scorrere in un dispositivo detto mnemometro), per cercare di capire come influiscono sulla memoria fattori come il numero di ripetizioni.
Nel corso delle sue ricerche, Ebbinghaus arrivò ad alcune conclusioni che sono state sostanzialmente confermate dalle ricerche successive, tra queste ricordiamo:
1. l'effetto del superapprendimento: aumentando il numero di ripetizioni la memorizzazione cresce fino ad una certa soglia;
2. la curva dell'oblio: la memoria dei dati appresi in una determinata sessione diminuisce con il passare delle ore e dei giorni. L'oblio è più marcato nelle prime ore e meno dopo un certo numero di ore. Le tracce, passato il primo indebolimento, diventano più tenaci;
3. l'apprendimento massivo e distributivo: distribuire il carico di apprendimento su più sessioni rende la memorizzazione più facile che tentare di apprendere tutto in una sola volta. Per ricordare meglio, bisogna suddividere l'apprendimento in più sedute distanziate;
4. l'effetto seriale: la posizione delle sillabe è importante ai fini della memorizzazione. Le prime e le ultime sillabe di una lista, si ricordano più facilmente di quelle di mezzo.

In psicologia esistono tre modi per valutare la memoria:
1. condotte di ricordo: si chiede alla persona di richiamare alla mente ciò che ha memorizzato in precedenza;
2. condotte di riconoscimento: si mostra al soggetto un insieme di oggetti o fotografie e si chiede di riconoscervi cose già viste in precedenza;
3. condotte di riapprendimento: si impara due volte la stessa lista di sillabe in due sedute successive e a distanza di tempo. L'apprendimento della lista nella seconda seduta è naturalmente facilitato. Il risparmio di lavoro nella seconda seduta, restituisce la misura della memoria accumulata nella prima.

Lo psicologo tedesco utilizzò quest'ultimo metodo. Nel 1885, grazie alle numerose ricerche sperimentali, lo scienziato tedesco formulò quella che successivamente passò alla storia come "legge di Ebbinghaus": "tra l'ampiezza del materiale da memorizzare e il tempo di apprendimento vi è un rapporto costante".
Oltre all'insegnamento ed alla ricerca, fondò due laboratori di psicologia in Germania ed il Zeitschrift für Physiologie und Psychologie der Sinnesorgane (Giornale di fisiologia e psicologia degli organi di senso), una delle prime e più importanti riviste scientifiche di psicologia. L'approccio di Ebbinghaus alla memoria viene definito associazionismo. I contributi di Ebbinghaus sono tutt'oggi utilizzati nello studio mediante ripetizione spaziata e flashcard. I medesimi principi sono presenti in software di apprendimento come SuperMemo e Anki.

## Limiti della ricerca
Tra i limiti presenti nel suo lavoro sulla memoria, il più importante fu che Ebbinghaus era l'unico soggetto dei suoi studi. Questo limitò la possibilità di generalizzare tali studi sulla popolazione. Sebbene egli tentasse di regolare la sua routine quotidiana in modo da mantenere il controllo sui suoi risultati, la sua decisione di evitare l'uso di altri partecipanti sacrificò la validità esterna degli studi nonostante la buona validità interna. In aggiunta, sebbene egli provasse a tener conto delle sue personali influenze, vi è un'inerente distorsione quando qualcuno agisce nel ruolo sia di ricercatore che di partecipante. La focalizzazione della ricerca operata da Ebbinghaus impedì inoltre ulteriori ricerche in altre e più complesse branche della materia, come la memoria e la mnemonica semantiche e procedurali.

## Critiche
L'impostazione associazionista, tipica degli empiristi inglesi del XVIII e del XIX secolo (come Locke, Berkeley, Hume, James Mill, John Stuart Mill), è stata fortemente criticata dagli psicologi della Gestalt i quali disapprovarono tale approccio, insistendo sulla necessità di un apprendimento intelligente e non ripetitivo. Essi ritenevano infatti che questa impostazione ponesse troppo l'accento sull'apprendimento meccanico e poco sul significato del materiale da memorizzare.
È opinione piuttosto radicata che nella vita reale l'apprendimento sia strettamente legato ad altri fattori quali la motivazione, il significato, la preparazione culturale del soggetto. Pertanto il metodo di Ebbinghaus, permettendo la memorizzazione di una serie di sillabe senza senso, non potrebbe portare a risultati significativi. Contrariamente a tale opinione esistono ad oggi vari sistemi di memorizzazione assistita dal computer (come i già citati Anki e Supermemo) che si basano, con successo, proprio sul lavoro di ricerca di Ebbinghaus.